# 白洲信哉
白洲 信哉（しらす しんや、1965年〈昭和40年〉 - ）は、日本の文筆家。

## 生涯
1965年、白洲次郎・正子夫妻の次男である白洲兼正と、小林秀雄の長女である小林明子との間に生まれる。
専修大学卒業の年に英国に留学し、帰国後は細川護煕元首相の公設秘書を経て、執筆活動に入り、美術・骨董や祖父母のライフスタイルに関するエッセイを中心とした著書を多く発表する。一方で日本文化の普及と継承にも努め、書籍編集や展覧会などの文化イベントのプロデュースを手がける。

## 著作

### 単著
- 『祖母・白洲正子：魂の居場所』世界文化社、2002年。ISBN 978-4-418-02522-0。
- 『小林秀雄：美と出会う旅』新潮社〈とんぼの本〉、2002年。ISBN 978-4-10-602096-4。
- 『天才青山二郎の眼力』新潮社〈とんぼの本〉、2006年。ISBN 978-4-10-602146-6。
- 『白洲正子の贈り物』世界文化社、2005年。ISBN 978-4-418-05504-3。
- 『白洲正子の宿題：「日本の神」とは何か』野中昭夫写真、世界文化社、2007年。ISBN 978-4-418-07514-0。
- 『白洲次郎の青春』幻冬舎、2007年。ISBN 978-4-344-01375-9。
- 『白洲家の流儀：～祖父母から学んだ「人生のプリンシプル」』小学館〈小学館101新書〉、2009年。ISBN 978-4-09-825030-1。
- 『白洲スタイル：白洲次郎、白洲正子、そして小林秀雄の“あるべきようわ”』飛鳥新社、2009年。ISBN 978-4-87031-939-4。
- 『骨董あそび 日本の美を生きる』森川昇写真、文藝春秋社、2010年。ISBN 978-4-16-372440-9。
- 『かたじけなさに涙こぼるる：祈り 白洲正子が見た日本人の信心』野呂希一写真、世界文化社、2010年。ISBN 978-4-418-10507-6。
- 『白洲家としきたり』小学館〈小学館101ビジュアル新書〉、2010年。ISBN 978-4-09-823012-9。
- 『美しい古墳：白洲塾長の世界一毒舌な授業』ワニブックス〈ワニブックスPLUS新書〉、2017年。ISBN 978-4-8470-6115-8。
- 『旅する美』目の眼〈目の眼ブックス〉、2018年。
- 『旅する舌ごころ：白洲次郎・正子、小林秀雄の思い出とともに巡る美食紀行』誠文堂新光社、2018年。ISBN 978-4-416-71835-3。
- 『美を見極める力：古美術に学ぶ』光文社〈光文社新書〉、2019年。ISBN 978-4-334-04449-7。

### 編著
- 『白洲正子：祈りの道』新潮社〈とんぼの本〉、2010年。ISBN 978-4-10-602210-4。

### 監修
- MIHO MUSEUM編集 編『朱漆「根来」～中世に咲いた華～』目の眼、2013年。ISBN 978-4-907211-01-1。

## 出演
トーク番組
- ボクらの時代（2007年7月1日、フジテレビ） - ゲスト出演

バラエティ
- ニッポン小意見センタ〜♪（2011年10月9日、フジテレビ） - ゲスト出演

ドキュメントバラエティ
- 三重テレビ放送特別番組
  - お伊勢さん（2013年） - ゲスト出演
  - 祈り〜神と仏と〜（2020年） - ナビゲーター出演
  - 氏神さま〜私たちの身近な祈り〜（2021年） - ナビゲーター出演